# Brindisi (província)
A província de Brindisi (na forma portuguesa em desuso Brindes) é uma província italiana da região da Apúlia com cerca de 281 548 habitantes, densidade de 202 hab/km². Está dividida em 20 comunas, sendo a capital Brindisi.
Faz fronteira a nordeste com o Mar Adriático, a sudeste com a província de Lecce, a sudoeste com a província de Taranto e a noroeste com a província de Bari.